# Queen's First EP
Queen's First E.P. är en EP av det brittiska rockbandet Queen, utgiven 1977.

## Låtlista
| 1.           | "Good Old-Fashioned Lover Boy"        | Freddie Mercury | 2:53 |
| 2.           | "Death on Two Legs (Dedicated to...)" | Freddie Mercury | 3:43 |
| Total längd: | Total längd:                          | Total längd:    | 6:36 |

| 1.           | "Tenement Funster"          | Roger Taylor | 2:59 |
| 2.           | "White Queen (As It Began)" | Brian May    | 4:35 |
| Total längd: | Total längd:                | Total längd: | 7:34 |